# Fertile (Iowa)
Fertile – miasto w Stanach Zjednoczonych, w stanie Iowa, w hrabstwie Worth. Zgodnie ze spisem statystycznym z 2000 roku, miasto liczyło 360 mieszkańców.